# Lijst van rijksmonumenten in Stramproy
De plaats Stramproy telt 8 inschrijvingen in het rijksmonumentenregister. Hieronder een overzicht.
| Object                                         | Oorspronkelijke functie?  | Bouwjaar             | Architect | Locatie                   | Coördinaten?                  | Nr.?   | Afbeelding        |
| ---------------------------------------------- | ------------------------- | -------------------- | --------- | ------------------------- | ----------------------------- | ------ | ----------------- |
| Langgevelboerderij                             | Boerderij                 | 1820 (jaartal)       |           | Bergerothweg 66           | 51° 11' 57" NB, 5° 42' 38" OL | 34914  | Meer afbeeldingen |
| Broekmolen                                     | Industrie- en poldermolen | 1738                 |           | Grensweg 8                | 51° 11' 4" NB, 5° 40' 35" OL  | 34915  | Meer afbeeldingen |
| Gesloten hoeve                                 | Boerderij                 | 17e eeuw en verder   |           | Julianastraat 31          | 51° 11' 42" NB, 5° 43' 18" OL | 34916  | Meer afbeeldingen |
| H. Willibrorduskerk (toren)                    | Kerk en kerkonderdeel     | 16e eeuw (toren)     |           | Kerkplein 1               | 51° 11' 35" NB, 5° 43' 27" OL | 34917  | Meer afbeeldingen |
| Sint Jan                                       | Industrie- en poldermolen | 1783 / 1804          |           | Molenweg 16               | 51° 11' 40" NB, 5° 43' 39" OL | 34918  | Meer afbeeldingen |
| Molen van Nijs                                 | Industrie- en poldermolen | 1903                 |           | Veldstraat 54             | 51° 11' 42" NB, 5° 42' 52" OL | 34919  | Meer afbeeldingen |
| boerderij G?tjes: brouwershuis annex boerderij | Boerderij                 | 17e eeuw (oorsprong) |           | Wilhelminastraat 2 t/m 12 | 51° 11' 50" NB, 5° 43' 21" OL | 34920  | Meer afbeeldingen |
| H. Willibrorduskerk                            | Kerk en kerkonderdeel     | 1923                 |           | Kerkplein 1               | 51° 11' 35" NB, 5° 43' 26" OL | 527323 | Meer afbeeldingen |